# Dezember 2004
Portal Geschichte | Portal Biografien | Aktuelle Ereignisse | Jahreskalender | Tagesartikel

◄ |
20. Jahrhundert |
21. Jahrhundert

◄ |
1970er |
1980er |
1990er |
2000er
| 2010er | 2020er | 2030er | ►

◄ |
2000 |
2001 |
2002 |
2003 |
2004
| 2005 | 2006 | 2007 | 2008 | ►

◄ |
September 2004 |
Oktober 2004 |
November 2004 |
Dezember 2004 |
Januar 2005 |
Februar 2005 |
März 2005 |
►
Dieser Artikel behandelt tagesbezogene Nachrichten und Ereignisse im Dezember 2004.

## Tagesgeschehen

### Mittwoch, 1. Dezember 2004

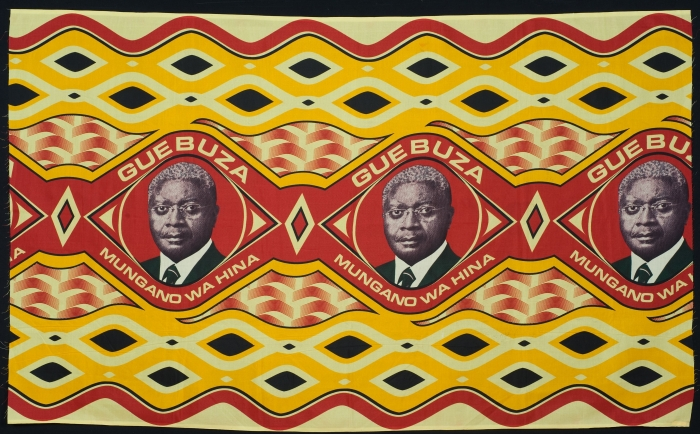
Ehre für Armando Guebuza

- Berlin/Deutschland: In Deutschland tritt die nächste Stufe der Tabaksteuererhöhung in Kraft, damit verteuern sich alle Tabakwaren. Die Tabakindustrie nutzt die Steuererhöhung für einen zusätzlichen Preisaufschlag. Im September 2005 soll die nächste Anhebung der Tabaksteuer erfolgen.
- Berlin/Deutschland: Zu den „Tagen der Arabischen Welt“ treffen sich erstmals Vertreter der Arabischen Liga mit Prominenz aus Politik, Wissenschaft und Wirtschaft im Bundestag.
- Genf/Schweiz: Am Welt-AIDS-Tag macht die Weltgesundheitsorganisation der Vereinten Nationen darauf aufmerksam, dass inzwischen fast die Hälfte der HIV-Infizierten weiblich ist.[1]
- Karlsruhe/Deutschland: Immobilienbesitzer, die auf dem Gebiet der Sowjetischen Besatzungszone zwischen 1945 und 1949 enteignet wurden, haben nach einem Beschluss des Bundesverfassungsgerichts keinen Anspruch auf Entschädigung oder Rückgabe ihres früheren Eigentums.
- Maputo/Mosambik: In Mosambik werden nach dem Rücktritt von Joaquim Alberto Chissano zweitägige Präsidentschaftswahlen abgehalten. Aus ihnen geht Armando Guebuza mit 63,7 % als klarer Sieger hervor.
- New York/Vereinigte Staaten: Der Nachrichtenmoderator Tom Brokaw tritt ab. Er moderierte 21 Jahre lang die Fernsehsendung „NBC Nightly News with Tom Brokaw“.
- Mountain View/Vereinigte Staaten: Der Google Santa Tracker wird zum ersten Mal veröffentlicht.

### Donnerstag, 2. Dezember 2004

EUFOR-Zeichen für Bosnien-Herzegowina

- Riga/Lettland: Aigars Kalvītis wird neuer Regierungschef in Lettland, nachdem das Parlament im Oktober seinem Vorgänger Indulis Emsis das Misstrauen aussprach.
- Sarajevo/Bosnien-Herzegowina: Die Europäische Union (EU) übernimmt in Bosnien-Herzegowina die Aufgabe der Friedenssicherung vom Militärbündnis NATO. An die Stelle der NATO-Schutztruppe „Stabilisierungsstreitkräfte“ treten multinationale Militärverbände der EU-Mitgliedstaaten unter dem Akronym EUFOR in der Operation Althea.[2]

### Freitag, 3. Dezember 2004

Logo von Wikinews

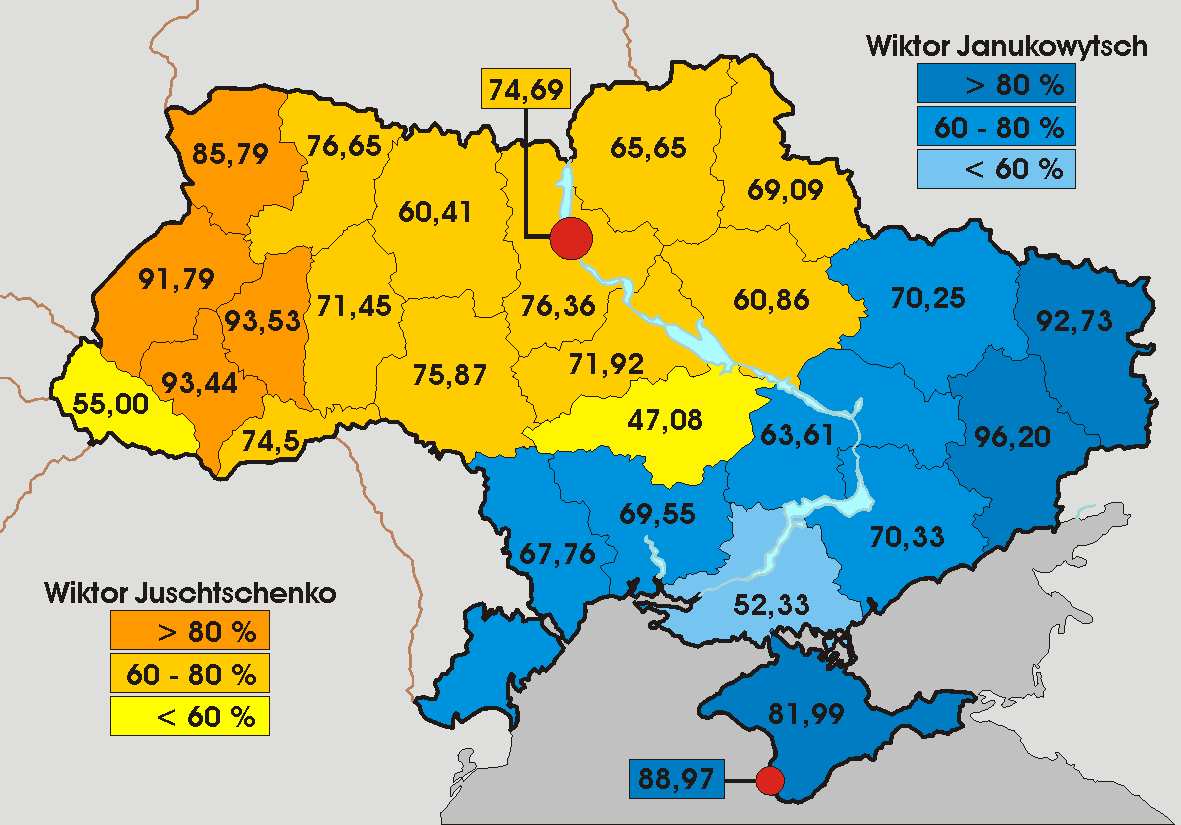
Stichwahl der ukrainischen Präsidentschaftswahl am 21. November: pro-europäisch (gelb) gegen pro-russisch (blau)

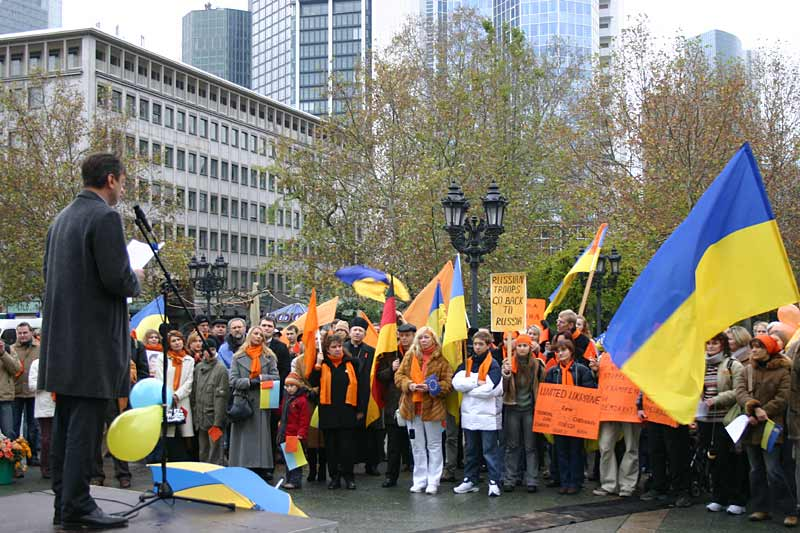
Auslandsukrainer protestieren gegen den Ausgang der Stichwahl am 21.11., im Bild Frankfurt/Main

- Berlin/Deutschland: Das deutschsprachige Portal der Wikinews veröffentlicht mit dem Beitrag „BBC erklärt eigenen Beitrag über Entschädigungszahlungen für Bhopal-Opfer zur Falschmeldung“ erstmals einen Artikel.[3][4]
- Deutschland: Am frühen Morgen werden in mehreren Razzien drei mutmaßliche Mitglieder der Terrorgruppe Ansar al-Islam festgenommen. Presseberichten zufolge planten diese ein Attentat auf den irakischen Ministerpräsidenten Iyad Allawi, der sich zurzeit im Rahmen eines Staatsbesuchs in Berlin aufhält.
- Kiew/Ukraine: Das Oberste Gericht der Ukraine erklärt das Ergebnis der Präsidentschaftswahl im Herbst für ungültig und ordnet eine Wiederholung der Stichwahl an, aus der am 21. November Wiktor Janukowytsch von der russlandfreundlichen Partei der Regionen als Sieger hervorging, was zu empörten Protesten ethnischer Ukrainer führte, die das Ergebnis anzweifeln.
- Madrid/Spanien: Am frühen Abend explodieren an fünf Tankstellen Bomben geringer Sprengkraft, die nach Medienberichten von der baskischen Untergrundorganisation ETA angekündigt worden sein sollen. Keine der fünf Explosionen zündet einen Tank, der Sachschaden ist geringfügig. Trotz rechtzeitiger Evakuierung erleiden fünf Personen leichte Verletzungen.
- Wien/Österreich: Auch in Österreich werden nun Misshandlungsvorwürfe gegen Militärausbilder erhoben.

### Samstag, 4. Dezember 2004
- Berlin/Deutschland: Der Bundesverband der Deutschen Industrie fordert mehr Emissionsrechte für den Ausstoß von klimaschädlichem Kohlenstoffdioxid.

### Sonntag, 5. Dezember 2004
- Breisgau/Deutschland: In der Umgebung von Waldkirch kommt es zu einem leichten Erdbeben der Stärke 5,4. Vielerorts werden Gebäudeschäden festgestellt, die auf insgesamt 10 Millionen Euro geschätzt werden.
- Linz/Österreich: Bei den Kammerspielen wird 16 Jahre nach der Uraufführung in der Wiener Hofburg das Werk Heldenplatz von Thomas Bernhard wieder aufgeführt. Nach Ansicht einiger Kritiker setzt das Stück jene Adolf Hitler zugewandten Österreicher der 1930er Jahre mit den patriotischen Österreichern der 1980er Jahre gleich.
- Linz/Österreich: Gewerkschaftsfunktionäre demonstrieren gegen die Sonntagsöffnung eines Marktes im Bahnhof Linz, weil dieser mit 600 m² mehr als die in Oberösterreich laut Ladenschlussgesetz für Sonntagsbetrieb zugelassenen 80 m² Ladenfläche zum Reisebedarfseinkauf bereithält. Neben 150 Demonstranten werden 3.500 Kunden gezählt.
- Qaraghandy/Kasachstan: Bei einem Grubenunglück in Kasachstan kommen 23 Menschen ums Leben.

### Montag, 6. Dezember 2004
- Spanien. In vier spanischen Städten (León, Ciudad Real, Santillana del Mar und Ávila) explodieren zeitlich abgestimmt sieben Bomben geringer Sprengkraft, die laut Medienberichten von der baskischen Untergrundorganisation ETA angekündigt worden waren. Trotz frühzeitiger Evakuierungen werden mehrere Menschen leicht verletzt. Erst am Freitag waren fünf Bomben in Madrid explodiert, am Samstag eine Bombe in Almería entschärft worden.
- Dschidda/Saudi-Arabien. Fünf Terroristen dringen mit Schusswaffen und Handgranaten in das Gelände des US-amerikanischen Konsulats ein und nehmen 18 örtliche Angestellte als Geiseln. Beim Sturm durch eine Anti-Terror-Einheit sterben fünf der Geiseln. Vier Sicherheitskräfte und drei Terroristen werden getötet, zwei Terroristen verletzt festgenommen. Zahlreiche Menschen werden verletzt. US-Staatsbürger sind nicht betroffen. Die Terrororganisation Al-Qaida bekennt sich zu dem Anschlag.
- Düsseldorf/Deutschland. Angela Merkel wird mit 88,4 Prozent der gültigen Stimmen in ihrem Amt als Bundesvorsitzende der CDU bestätigt (2002: 93,7 %, 2000: 95,9 %). Die Wahl fand unter Beteiligung von ca. 1.000 Delegierten in Düsseldorf statt.
- Paris/Frankreich. Die neue OECD-Studie zur Bildungssituation PISA-II wird exklusiv der internationalen Presse vorgestellt. Der Öffentlichkeit wird die Studie erst am Folgetag zugänglich gemacht werden.

### Dienstag, 7. Dezember 2004
- London/Vereinigtes Königreich. Der im März 2004 neu eingestellte Generaldirektor des britischen Rundfunk- und Fernsehsenders BBC, Mark Thompson, gibt bekannt, dass der Traditionssender kurzfristig 2.900 von 27.600 Stellen streichen wird. Von 2.000 Mitarbeitern wird ein Umzug von London nach Manchester verlangt. Die BBC ist ein öffentlich-rechtlicher Sender, über dessen Schicksal im „Royal Charter and Agreement“ vom Parlament im Zehnjahresrhythmus entschieden wird. Das derzeit gültige Gesetz stammt aus dem Jahr 1996.
- Irak. Bei Sprengstoff-Anschlägen werden eine armenisch-katholische Kirche und der Sitz des chaldäischen Erzbischofs zerstört.
- Washington, D.C./USA. Im Rahmen der Neuordnung der US-Geheimdienste wird das Amt des Director of National Intelligence geschaffen; im Februar 2005 wird John Negroponte in dieses Amt eingeführt.
- Kabul/Afghanistan. Hamid Karzai wird als Staatspräsident Afghanistans vereidigt.
- Mailand/Italien. Die Mailänder Scala wird nach mehrjährigen Renovierungen wiedereröffnet.
- Accra/Ghana. Bei den Präsidentschaftswahlen in Ghana setzt sich John Kufuor von der New Patriotic Party durch.

### Mittwoch, 8. Dezember 2004
- Bern/Schweiz. Der Schweizer Bundesrat Samuel Schmid wird zum Schweizer Bundespräsidenten für 2005 gewählt. Moritz Leuenberger wird zum zweiten Mal Vizepräsident.
- Florida/USA. Der Softwareentwickler Clinton Curtis gibt eine eidesstattliche Erklärung ab, in der er behauptet, der republikanische US-Politiker Tom Feeney habe sein Unternehmen im Jahr 2000 beauftragt, eine Software zu entwickeln, die US-Wahlcomputer in einer gewünschten Weise manipulieren könne.
- Karlsruhe/Deutschland. Das Bundesverfassungsgericht rügt nach einer Verfassungsbeschwerde der CDU die Zusammensetzung des Vermittlungsausschusses von Bundestag und Bundesrat, weil die Koalitionsregierung aus SPD und Grünen einen Sitz zu viel innehat.
- Camp Buehring/Kuwait. Bei einem Besuch von Truppen, die demnächst in den Irak entsendet werden sollen, beantwortet der US-Verteidigungsminister Donald Rumsfeld Klagen von Soldaten über chronische Mängel ihrer Ausrüstung sinngemäß mit der Bemerkung, der Krieg sei mit der Armee in ihrem realen, nicht in einem gewünschten oder idealen Zustand zu führen.
- Cuzco/Peru. Vertreter der 12 Staaten Südamerikas kommen im peruanischen Cuzco zusammen und vereinbaren in der Erklärung von Cuzco die Gründung der Südamerikanischen Staatengemeinschaft.

### Donnerstag, 9. Dezember 2004
- Shanxi/China. In der Stadt Nanlou führt eine Gasexplosion in einer Steinkohlegrube zum zweiten schweren Grubenunglück der Provinz in zwei Wochen. 33 Bergarbeiter sterben, 24 werden verletzt. Am 28. November waren 116 Bergleute ums Leben gekommen.
- Lechfeld/Deutschland. Ein unbewaffnetes Kampfflugzeug vom Typ Tornado der Deutschen Luftwaffe stürzt kurz nach dem Start in einen Wald nahe Kaufering. Beide Besatzungsmitglieder kommen ums Leben.
- Dresden/Deutschland. Bei der Wahl des sächsischen Ausländerbeauftragten erhält der Kandidat der NPD zwei Stimmen mehr als seine Partei Mitglieder im Landtag hat.

### Freitag, 10. Dezember 2004
- La Spezia/Italien: Im Prozess um ein Massaker an 60 Zivilisten im toskanischen Kloster Farneta bei Lucca am 2. September 1944 spricht ein Militärgericht den angeklagten früheren Waffen-SS-Offizier Hermann Langer aus Mangel an Beweisen frei. Der 85-Jährige war angeklagt, als Befehlshabender der Einheit den Massenmord an Mönchen und von ihnen versteckten Flüchtlingen befohlen zu haben. Er blieb dem Prozess aus Protest fern.
- Mailand/Italien: Der italienische Ministerpräsident und Medienmilliardär Silvio Berlusconi erreicht im Mailänder Korruptionsprozess einen Freispruch zum Vorwurf der Richterbestechung, zu dem Vorwurf von Schmiergeldzahlungen wird er jedoch nur wegen eingetretener Verjährung nicht zu einer mehrjährigen Haftstrafe verurteilt. Durch ein Immunitätsgesetz zu seinen Gunsten, dessen Verfassungsmäßigkeit umstritten ist, hatte Berlusconi den Prozessverlauf um Jahre verzögert.
- Oslo/Norwegen, Stockholm/Schweden: Verleihung der Nobelpreise. Zu den Laureaten gehören die Kenianerin Wangari Maathai (Frieden) und die Österreicherin Elfriede Jelinek (Literatur).
- Paris/Frankreich: Der 27-jährige Maxime Brunerie, dessen Attentat auf den französischen Präsidenten Jacques Chirac während der Nationalfeiertagsparade am 14. Juli 2002 scheiterte, wird zu zehn Jahren Freiheitsstrafe verurteilt.
- Wien/Österreich: Innenminister Ernst Strasser gibt am Vormittag seinen Rücktritt bekannt.
- Wiesbaden/Deutschland: „Hartz IV“ als Bezeichnung für den neugeregelten Arbeitslosengeld-II-Bezug im Rahmen der Agenda 21 lautet für die Gesellschaft für deutsche Sprache das Wort des Jahres in Deutschland.[5]
- Vereinigte Staaten: Der Soul-Sänger James Brown gibt bekannt, dass er Prostatakrebs hat. Seit Längerem ist sein Diabetesleiden bekannt.

### Samstag, 11. Dezember 2004
- Wien/Österreich. Ärzte bestätigen, dass der Ukrainische Präsidentschaftskandidat Wiktor Juschtschenko an einer Dioxinvergiftung leidet.
- Bagdad/Irak. Ein US-Militärgericht verurteilt den US-Unteroffizier Johnny Horne zu drei Jahren Haft, Degradierung und unehrenhafter Entlassung statt der regulären lebenslangen Freiheitsstrafe. Der 30-jährige Soldat hatte am 18. August einen unbewaffneten und schwerverletzten 16-jährigen irakischen Zivilisten völkerrechtswidrig erschossen.
- Taipeh/Taiwan. Bei der taiwanischen Parlamentswahl siegt die Opposition über das Regierungsbündnis und erhält 114 der 225 Sitze.
- Port Vila/Vanuatu. Auf dem pazifischen Inselstaat löst Ham Lini den bisherigen Ministerpräsidenten Serge Vohor nach einem Misstrauensantrag ab.

### Sonntag, 12. Dezember 2004
- Bukarest/Rumänien. Bei der Präsidentschaftswahl in Rumänien gewinnt Traian Băsescu die Stichwahl gegen den amtierenden Regierungschef Adrian Năstase.
- Ramallah/Palästinensische Autonomiegebiete. Der in Israel inhaftierte Marwan Barghouti zieht seine umstrittene Kandidatur für die Präsidentschaftswahlen in den Palästinensischen Autonomiegebieten zurück.
- Deutschland. Die Deutsche Bahn erhöht zum zweiten Mal im Jahr 2004 die Preise (um mehr als 3 %); begründet wird die Erhöhung mit gestiegenen Energiekosten und einem verbesserten Angebot.
- General Santos/Philippinen. Eine Bombenexplosion in der philippinischen Stadt General Santos fordert 14 Menschenleben, 59 werden verletzt.
- Washington, D.C./USA. Berichten der Washington Post zufolge haben US-Geheimdienste den Chef der Internationalen Atomenergiebehörde (IAEO), Mohammed el-Baradei, belauscht. Danach sollte el-Baradei mit den gewonnenen Informationen diskreditiert werden.
- Yokohama/Japan: Der letztmals ausgespielte Fußball-Weltpokal für Vereinsmannschaften geht nach einem 8:7-Sieg im Elfmeterschießen gegen die kolumbianische Once Caldas Sociedad Anónima aus Manizales an den FC Porto.[6]

### Montag, 13. Dezember 2004
- Bagdad/Irak: Am Eingang der „Grünen Zone“ kommen durch einen Autobombenanschlag sieben Menschen ums Leben und 17 weitere werden verletzt.
- Frankfurt am Main/Deutschland: Die Deutsche Triathlon Union sperrt die Siegerin des diesjährigen Ironman Hawaii und geständige Dopingsünderin Nina Kraft für zwei Jahre. Der Titel von Hawaii wurde ihr bereits aberkannt.[7]
- Madrid/Spanien. Wegen einer Bombendrohung durch die baskische Separatistenorganisation ETA wird das Stadion Bernabeu, Spielstätte von Real Madrid, geräumt.
- Mittelamerika: Ein Erdbeben der Stärke 6,0 ereignet sich vor der Pazifikküste El Salvadors.
- Paris/Frankreich: Zu Europas Fußballer des Jahres wird der Ukrainer Andrij Schewtschenko vom AC Mailand gewählt. Der Stürmer aus der italienischen Serie A setzt sich bei der 49. Wahl mit 175 Punkten gegen den Portugiesen Deco sowie den Brasilianer Ronaldinho, beide FC Barcelona, durch.
- Vereinigte Staaten: Oracle kauft PeopleSoft für 10,3 Milliarden US-Dollar.

### Dienstag, 14. Dezember 2004
- New York/USA. Die New York Times veröffentlicht einen Bericht, laut dem das US-amerikanische IT-Unternehmen Symantec eine Übernahme des amerikanischen Softwareherstellers Veritas plant.
- Millau/Frankreich. In Südfrankreich wird der Viaduc de Millau eingeweiht, der mit 343 Metern Höhe seines Pfeilers „P2“ das höchste Brückenbauwerk der Welt ist.
- Punjab/Indien. Im nordindischen Bundesstaat Punjab stoßen zwei Reisezüge frontal zusammen. Mindestens 50 Menschen verlieren ihr Leben, 150 werden verletzt.
- Bagdad/Irak. Ein Selbstmordattentäter verübt einen Autobombenanschlag in der so genannten „grünen Zone“, einem vom US-Militär besonders gesicherten Stadtgebiet. Zwei irakische Zivilisten sterben. Mindestens sieben Iraker waren dort bei einem Attentat am Tag zuvor getötet worden.
- Berlin/Deutschland. Bundesinnenminister Otto Schily (SPD) stellt das Konzept eines gemeinsamen Terrorismusabwehrzentrums von Bundeskriminalamt (BKA) und des Bundesamtes für Verfassungsschutz vor. Ziel ist eine Beschleunigung des Informationsaustauschs und eine Verbesserung der Analyse.
- Planet Mars. Der US-amerikanische Marsroboter „Spirit“ liefert neue Hinweise auf frühere Wasservorkommen auf dem Mars: Er weist das Mineral Goethit nach, das sich nur zusammen mit Wasser bilden kann.
- Genf/Schweiz. Ein Jahr nach der Ergreifung Saddam Husseins wird dessen Aufenthaltsort bekannt gegeben: Er wird auf dem US-Militärcamp „Cropper“ in der Nähe des Bagdader Flughafens gefangen gehalten.
- Straßburg/Frankreich. Der belarussische Journalistenverband wird mit dem Sacharow-Preis ausgezeichnet.
- Luxemburg/Luxemburg. Der Europäische Gerichtshof erklärt das deutsche Dosenpfand für teilweise rechtswidrig. Die geplante Novelle der Verpackungsverordnung soll diese Verstöße aber bereits beseitigen.
- Santiago de Chile/Chile. Ex-Diktator Augusto Pinochet wird wegen der sogenannten „Operation Condor“ angeklagt: Tausende Oppositionelle waren dabei unter seiner Schreckensherrschaft entführt und ermordet worden.
- Istanbul/Türkei. Bei einem Brand in einem Kino werden 164 Menschen verletzt.

### Mittwoch, 15. Dezember 2004
- Athen/Griechenland. Als erster Zweitliga-Club der deutschen Fußballgeschichte erreicht Alemannia Aachen die dritte Runde des UEFA-Cups: Der Verein gewinnt das entscheidende Spiel bei AEK Athen mit 2:0.
- Athen/Griechenland. In Athen wird ein Linienbus mit 25 Passagieren entführt. Die Entführer wollen einen Flug nach Russland erzwingen. Alle Geiseln kommen später unversehrt frei.
- London/Vereinigtes Königreich. Der britische Innenminister David Blunkett tritt zurück. Ihm wurde Amtsmissbrauch vorgeworfen.
- Berlin/Deutschland. Am Berliner Holocaust-Mahnmal wird mit einem Festakt die Letzte der rund 2.700 Stelen gesetzt.
- USA. Die Unternehmen Sprint Communications und Nextel schließen sich für 36 Mrd. Dollar zusammen und lassen das zum damaligen Zeitpunkt drittgrößte amerikanische Telekommunikationsunternehmen Sprint Nextel entstehen.
- Deutschland im Lottofieber: Ein Jackpot in Höhe von 25 Mio. Euro löst einen Ansturm auf die Annahmestellen aus.
- Straßburg/Frankreich. Das Europaparlament stimmt in einer Resolution mit 407 zu 262 Stimmen für die Aufnahme von EU-Beitrittsverhandlungen mit der Türkei.
- Engelskirchen/Deutschland. Das Christkindl-Postamt öffnet bis zum 22. Dezember. Dort werden alle Wunschzettel der Kinder der Welt von bis zu acht freiwilligen Postbediensteten rechtzeitig bis Heiligabend beantwortet.
- Houston/USA. Der russische Öl-Konzern Yukos ist zahlungsunfähig und beantragt Gläubigerschutz nach US-Konkursrecht.
- Berlin/Deutschland. Das Bundesamt für Güterverkehr erteilt dem Unternehmen Toll Collect die Betriebserlaubnis für das neue Maut-System.
- Kerbela/Irak. Auf das Büro des Schiitenführers Ayatollah Ali al Sistani wird ein Sprengstoffanschlag verübt. Acht Menschen werden getötet, 30 verletzt.
- Berlin/Deutschland. Tom Koenigs wird neuer Menschenrechtsbeauftragter der Bundesregierung. Er löst Claudia Roth im Amt ab.
- Nepal. Bei Kämpfen werden mindestens sechs Regierungssoldaten und 20 Rebellen getötet.
- Genf/Schweiz. Laut World Meteorological Organization (WMO) war das viertwärmste Jahr seit 1861 und Beginn der Wetteraufzeichnungen. Es liegt direkt hinter der Hitzewelle 2003.

### Donnerstag, 16. Dezember 2004
- Atlanta/USA. CNNfn, ein Sender der CNN-Gruppe von Time Warner, sendet nach neun Jahren sein letztes Programm.
- Brüssel/EU. Das Europäische Parlament verabschiedet den EU-Haushalt 2005. Das Budget der erweiterten Union sieht eine Steigerung um 4,4 Prozent auf rund 106 Mrd. Euro vor.
- Berlin/Deutschland. Der Deutsche Bundestag spricht sich mehrheitlich für eine Aufnahme von Beitrittsgesprächen zwischen der EU und der Türkei aus.
- Yokohama/Japan. Die deutsche Fußballnationalmannschaft gewinnt gegen Japan mit 3:0. Die Torschützen waren Miroslav Klose und Michael Ballack.
- Berlin/Deutschland. US-Präsident George W. Bush wird voraussichtlich am 22. Februar 2005 zu einem Deutschlandbesuch erwartet.
- Brüssel/Belgien. In der belgischen Hauptstadt beginnt der EU-Rat der Staats- und Regierungschefs aller Mitgliedsstaaten. Hauptthema ist ein möglicher Beschluss über den Beginn von Beitrittsverhandlungen mit der Türkei.
- Potsdam/Deutschland. Der höchste Jackpot in der deutschen Lottogeschichte ist geknackt. Der Gewinn aus dem Jackpot von 26,7 Millionen Euro geht an zwei Lottospieler aus Nordrhein-Westfalen
- London/Vereinigtes Königreich. Das oberste Gericht des Vereinigten Königreichs (Law Lords) erklärt das britische Antiterrorgesetz für unzulässig. Die unbegrenzte Inhaftierung von Terrorverdächtigen ist nicht rechtsstaatlich, nicht mit den europäischen Menschenrechtskonventionen vereinbar und zudem diskriminierend, da nur Ausländer von dieser Regelung betroffen sind.
- Rom/Italien. Der italienische Staatspräsident Carlo Azeglio Ciampi lehnt die umstrittene Justizreform der Regierung Silvio Berlusconi ab.
- Paris/Frankreich. Ein Gericht verhängt Haftstrafen zwischen 18 Monaten und 10 Jahren für zehn Männer, die einen Anschlag in Straßburg (laut Anklage auf den Weihnachtsmarkt, laut Verteidigung auf die Synagoge) geplant hatten.

### Freitag, 17. Dezember 2004
- Brüssel/Belgien. Die Europäische Union nimmt ab dem 3. Oktober 2005 Beitrittsverhandlungen mit der Türkei auf. Voraussetzung ist die Anerkennung der Republik Zypern durch die Türkei. Bulgarien und Rumänien sollen am 1. Januar 2007 beitreten können, die Unterzeichnung ist für den 25. April 2005 vorgesehen.
- Nyon/Schweiz. Fußball. Die Auslosung des UEFA-Cups ergibt folgende Spielpaarungen aus deutscher Sicht: FC Parma gegen VfB Stuttgart, der Zweitligist Alemannia Aachen trifft auf AZ Alkmaar, Schachtar Donezk spielt beim FC Schalke 04.
- Berlin/Deutschland. Der Bundesrat verabschiedet eine Gesetzesänderung zum Dosenpfand. Demnach soll man mit Pfand belegte Einwegverpackungen voraussichtlich ab dem Frühjahr 2006 bundesweit bei Verkäufern von Einwegverpackungen gleicher Materialart zurückgegeben können.
- Nyon/Schweiz. Fußball. In Nyon wird das Champions-League-Achtelfinale ausgelost. Der FC Bayern München spielt gegen den FC Arsenal, Werder Bremen hat Olympique Lyon zum Gegner und Bayer 04 Leverkusen muss beim FC Liverpool antreten.
- Thimphu/Bhutan. Als erstes Land der Welt verbietet Bhutan den Verkauf von Tabakwaren.
- Berlin/Deutschland. Die Verhandlungen in der Föderalismus-Kommission scheitern. Grund sind Differenzen in der Bildungspolitik.
- Berlin/Deutschland. Der Deutsche Bundestag stimmt für eine deutsche Musikquote.

### Samstag, 18. Dezember 2004
- Kourou/Französisch-Guayana. Die europäische Trägerrakete Ariane 5 transportiert den französischen Spionagesatelliten „Helios II-A2“ ins Weltall. Der Flug war der 164. einer Ariane-Rakete und der 17. einer Rakete des Typs Ariane 5.
- Wien/Österreich. Bundeskanzler Wolfgang Schüssel kürt Liese Prokop zur neuen Innenministerin. Sie wird am Mittwoch vom Bundespräsidenten angelobt und ist die erste Frau auf diesem Posten.
- Aachen/Deutschland. Der italienische Staatspräsident Carlo Azeglio Ciampi erhält 2005 den Internationalen Karlspreis für seine Verdienste um Europa.
- Buenos Aires/Argentinien. In Buenos Aires endet die UN-Klimakonferenz. Es wird ein Nachfolgetreffen für Mai 2005 vereinbart. USA, China und Indien treten nach wie vor dem Kyoto-Protokoll nicht bei.

### Sonntag, 19. Dezember 2004
- New York/USA. George W. Bush wird vom Time Magazine nach 2000 erneut zu ihrer „Person of the Year“ für das Jahr 2004 bestimmt. Die jährliche Auswahl des Magazins zielt darauf ab, welche Person im betroffenen Jahr die Ereignisse – egal ob negativ oder positiv – beeinflusst hat.
- Moskau/Russland. Die Tochtergesellschaft Juganskneftegas des russischen Ölkonzerns Yukos wird in Moskau zwangsversteigert. Den Zuschlag erhält die unbekannte und als Tarnunternehmen geltende Baikalfinanzgruppe mit umgerechnet 7 Milliarden Euro weit unter Marktwert. Der staatliche Energiekonzern Gazprom, zuvor als sicherer Käufer gehandelt, gab kein Gebot ab.
- Busan/Südkorea. Die deutsche Fußballnationalmannschaft verliert überraschend das Testländerspiel gegen Südkorea. Das Tor von Michael Ballack reichte nicht aus. Mit einem Ergebnis von 1:3 (1:1) war dies die erste Niederlage unter Bundestrainer Jürgen Klinsmann.
- Aşgabat/Turkmenistan. In Turkmenistan finden Parlamentswahlen statt. In dem Land regiert eine Einheitspartei, Oppositionsparteien sind verboten.
- Jakarta/Indonesien. Über der indonesischen Hauptstadt verglüht ein Meteorit. Auf Grund einer vorhergehenden Terrorwarnung sorgte die bei dem Ereignis entstandene laute Explosion für große Verwirrung.
- Maiwand/Afghanistan. Bei einem Überfall auf einen Militärposten werden 6 Menschen getötet und vier weitere verletzt.
- Sichuan/China. Bei einem Unglück in einer Kohlegrube sterben 14 Bergarbeiter. Drei weitere werden verletzt.
- Chan Yunis/Palästinensische Autonomiegebiete. Bei dem größten Angriff der israelischen Armee seit dem Tod von Jassir Arafat sterben 11 Palästinenser, weiterhin gab es 43 Verletzte. Im Anschluss gab es einen palästinensischen Raketenangriff auf Israel. Dabei werden zwei Menschen in Sderot verletzt.
- Israel. Die israelische Regierung hat die Freilassung von 170 palästinensischen Häftlingen angekündigt.
- Irak. Bei schweren Anschlägen im Irak werden mehr als 60 Menschen getötet und 120 verletzt. Betroffen sind unter anderem Nadschaf und Kerbela.

### Montag, 20. Dezember 2004
- Zürich/Schweiz. Der 24-jährige Brasilianer Ronaldinho wird zum FIFA-Weltfußballer des Jahres gewählt. Bei den Frauen verteidigt die Deutsche Birgit Prinz ihren Titel.
- Frankfurt am Main/Deutschland. Der ehemalige Frankfurter Vize-Polizeipräsident Wolfgang Daschner wird vom Landgericht Frankfurt wegen der Anordnung einer Folterandrohung in einem polizeilichen Verhör im Entführungsfall Jakob von Metzler schuldig gesprochen. Er wird zu einer Geldstrafe auf Vorbehalt gemäß § 59 verurteilt.
- Berlin/Deutschland. Die CDU-Vorsitzende Angela Merkel entscheidet, dass der Generalsekretär der Partei, Laurenz Meyer, trotz umstrittener Zahlungen des RWE im Amt bleibt.
- Budapest/Ungarn. Das ungarische Parlament ratifiziert als zweites Land nach Litauen den EU-Verfassungsvertrag.
- Belfast/Nordirland. Bei einem Überfall auf die Northern Bank in Belfast erbeuten Bankräuber eine Summe von 26,5 Mio. Pfund. Für die Tat wird später die Provisional IRA verantwortlich gemacht, die aber eine Beteiligung leugnet.

### Dienstag, 21. Dezember 2004
- Bukarest/Rumänien. Der rumänische Ministerpräsident Adrian Năstase tritt nach verlorener Wahl zurück.
- Kennedy Space Center/USA. Die größte und stärkste Trägerrakete der Welt „Delta 4 Heavy“ startet erfolgreich zu ihrem Jungfernflug. Sie kann 22 Tonnen Nutzlast in den erdnahen Orbit bringen.
- Mosul/Irak. Bei einem Anschlag auf einen US-Militärstützpunkt kommen 22 Menschen ums Leben, darunter 19 US-Soldaten. 57 Menschen werden verletzt.
- Bangkok/Thailand. Die deutsche Fußballnationalmannschaft gewinnt in Bangkok 5:1 gegen Thailand.
- Dresden/Deutschland. Wissenschaftler des Dresdner Fraunhofer-Instituts für Keramische Technologien und Sinterwerkstoffe (IKTS) informieren über die Anmeldung eines Patents für ein Material, das die Lebensdauer von Brennstoffzellen bis hin zur Alltagstauglichkeit verbessern soll.

### Mittwoch, 22. Dezember 2004
- Luxemburg/Luxemburg. Das Europäische Gericht erster Instanz (EuGI) lehnt den Antrag des Unternehmens Microsoft auf einstweilige Anordnung zur Aussetzung der gegen sie gerichteten Sanktionen der Europäischen Kommission ab. Das Unternehmen muss bis zur Entscheidung u. a. ihr Betriebssystem Windows in der EU auch ohne den Windows Media Player anbieten.
- Berlin/Deutschland. Der Generalsekretär der CDU, Laurenz Meyer, tritt nach erneuten Vorwürfen über falsche Angaben zu Gehaltszahlungen der RWE schließlich zurück.
- Bagdad/Irak. Die beiden vor vier Monaten von der Gruppe „Islamische Armee im Irak“ entführten französischen Journalisten Christian Chesnot und Georges Malbrunot werden der französischen Botschaft in Bagdad übergeben.
- Madrid/Spanien. Bei der seit 1812 stattfindenden Weihnachtslotterie wird von den eingenommenen 2,6 Milliarden Euro eine Gewinnsumme von 1,8 Milliarden Euro ausgeschüttet. Der Hauptgewinn in Höhe von 390 Millionen Euro verteilt sich systembedingt auf ca. 2.000 Gewinner.

### Donnerstag, 23. Dezember 2004
- Frankfurt am Main/Deutschland. Der Euro notiert an der Frankfurter Börse erstmals über 1,35 US-Dollar.
- Fuerteventura/Spanien. Vor der Küste der Kanareninsel Fuerteventura wird ein havariertes Boot geborgen. An Bord sind Leichen 13 afrikanischer Flüchtlinge, 30 weitere Menschen können aus der Seenot gerettet werden. Jährlich sterben mehr als 100 Menschen bei dem Versuch, von der westafrikanischen Küste aus illegal mit kleinen Booten auf die kanarischen Inseln Fuerteventura und Lanzarote zu gelangen.
- Köln/Deutschland. Der Late-Night-Show-Moderator Harald Schmidt kehrt nach dem Wechsel von Sat.1 zur ARD und einjähriger Pause mit der Sendung „Harald Schmidt“ auf den Bildschirm zurück.[8]
- Macquarieinsel/Australien. Unweit der Macquarieinsel südlich von Australien ereignet sich ein Erdbeben der Stärke 8,1, das keine weiteren Schäden anrichtet. Indirekt ist es allerdings möglicherweise Auslöser des 3 Tage später eintretenden schweren Bebens vor Sumatra, das einen verheerenden Tsunami zur Folge hatte.[9]
- Moskau/Russland. Die Regierung unter Präsident Wladimir Putin erhält statt bisher 39 Prozent einen unbekannten Mehrheitsanteil am Gas-Monopolisten Gazprom, der das staatliche Ölunternehmen Rosneft übernimmt, die wiederum die „Baikalfinanzgruppe“ erworben hat. Die wenige Tage zuvor gegründete Briefkastengesellschaft Baikalfinanzgruppe hatte am vergangenen Sonntag die von der Regierung zwangsversteigerte Yukos-Tochter Juganskneftegas unter dubiosen Umständen weit unter Wert erworben.
- Ramallah/Palästinensische Autonomiegebiete. Mit hoher Wahlbeteiligung finden im Westjordanland Gemeinderatswahlen statt. Es sind die ersten freien Wahlen seit neun Jahren. Sie gelten als Stimmungstest für die politischen Kräfteverhältnisse nach dem Tod von Palästinenser-Präsident Jassir Arafat.

### Freitag, 24. Dezember 2004
- Berlin/Deutschland. Bundespräsident Horst Köhler fordert die Deutschen in seiner ersten Weihnachtsansprache zu mehr Mitmenschlichkeit und zu Mut zur Veränderung auf.
- San Pedro Sula/Honduras. Schwerbewaffnete Täter bringen einen Linienbus in ihre Gewalt und ermorden 27 Passagiere, es gibt zahlreiche Verletzte. Das Motiv der Tat ist unklar. Mehrere Tatverdächtige werden festgenommen.

### Samstag, 25. Dezember 2004
- Vatikanstadt. Papst Johannes Paul II. ruft in seiner Weihnachtsbotschaft zu Frieden und Dialog auf. Zudem erinnert der Papst an die Kriegsregionen im Sudan, im Irak und in der Elfenbeinküste.
- Columbus (Ohio)/USA. Mehr als 20 Menschen sterben bei einem Schneesturm, der seit Tagen den Mittleren Westen der USA heimsucht. Betroffen sind die Bundesstaaten Indiana, Kentucky, Missouri und Ohio. Über 300.000 Haushalte sind ohne Strom.
- Nadschaf/Irak. Bei einem Autobombenanschlag auf einen US-Militärkonvoi zwischen den Städten Nadschaf und Kerbela werden fünf Zivilisten getötet.
- Planet Saturn. Die europäische Landeeinheit Huygens koppelt sich von dem amerikanischen Mutterschiff Cassini ab und nimmt Kurs auf den Saturnmond Titan. Am 14. Januar soll Huygens dort landen.
- Havanna/Kuba. Vor der Nordküste Kubas werden neue Erdölvorkommen entdeckt. Die rund 60 Kilometer östlich von Havanna gefundene Lagerstätte hält vermutlich mehr als 100 Millionen Barrel.

### Sonntag, 26. Dezember 2004

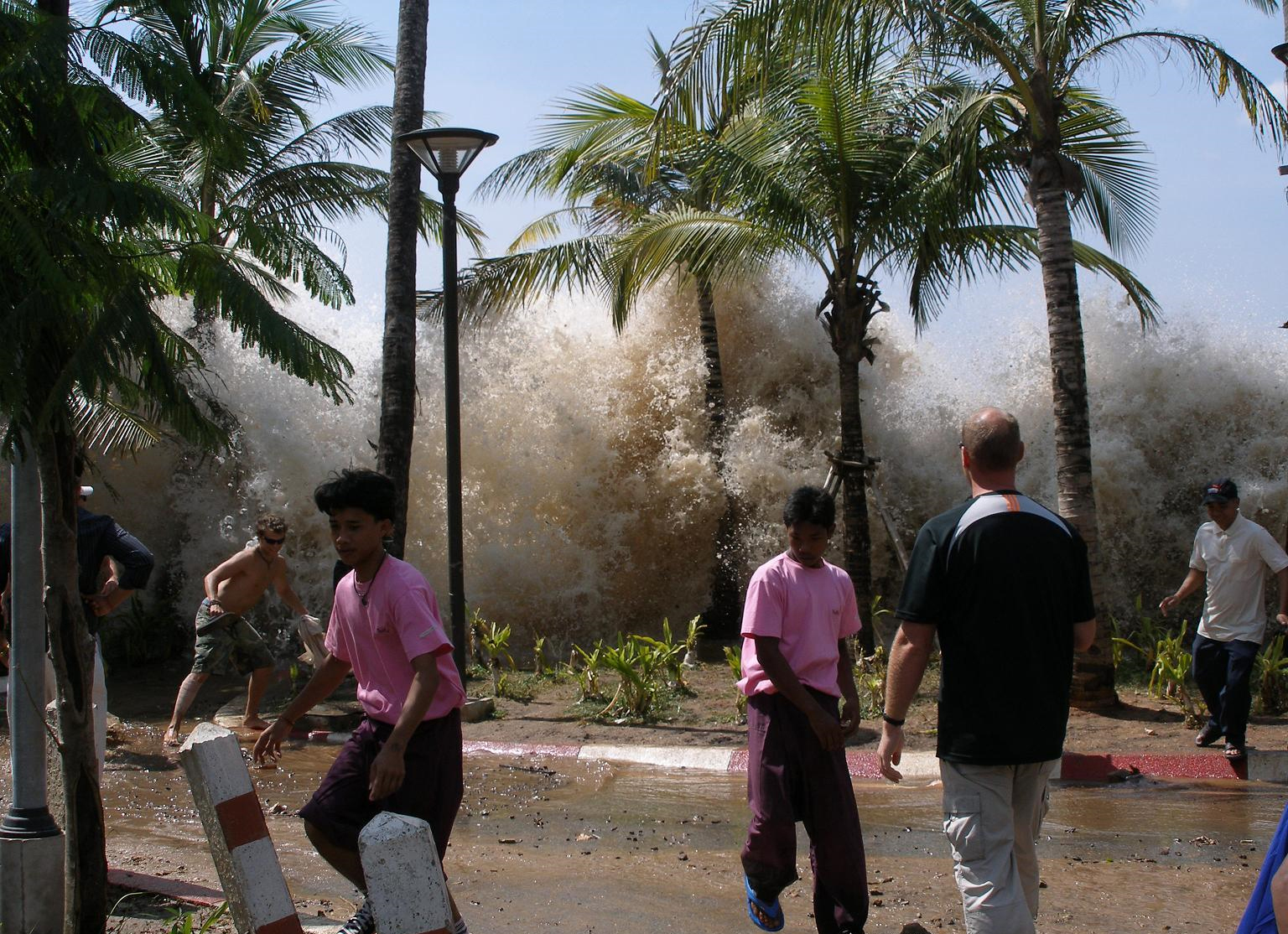
Auftreffen des Tsunami an der Küste Thailands

- Südostasien/Indischer Ozean: Ein Seebeben der Stärke 9,3 auf der Richterskala mit nachfolgenden verheerenden Tsunami-Flutwellen ereignet sich gegen 01.57 MEZ bei Sumatra/Indonesien. Die Naturkatastrophe trifft neben Indonesien vor allem Indien, Sri Lanka und Thailand und fordert rund 230.000 Todesopfer. Siehe Erdbeben im Indischen Ozean 2004.
- Kiew/Ukraine: Wiktor Juschtschenko gewinnt die erneute Stichwahl um das Präsidentenamt in der Ukraine. Nach Auszählung von 94,57 % der Wahlzettel erhält Juschtschenko 52,91 % der Stimmen und der Gegenkandidat Wiktor Janukowytsch 43,31 %.[10]

### Montag, 27. Dezember 2004
- Kiew/Ukraine. Der ukrainische Verkehrsminister Heorhij Kirpa wird in seinem Landhaus bei Kiew erschossen aufgefunden. Zunächst ist unklar, ob Kirpa ermordet wurde oder Selbstmord begangen hat.
- Berlin/Deutschland. In Deutschland sind im Dezember 2004 rund 4,43 Millionen Menschen offiziell als arbeitslos gemeldet. Das ist die höchste Dezemberzahl seit 1997.

### Dienstag, 28. Dezember 2004
- Washington, D.C./Vereinigte Staaten: Ins National Film Registry werden weitere 25 als besonders erhaltenswert geltende US-amerikanische Filme aufgenommen, darunter Rocky Horror Picture Show, Der Clou und Giganten.[11]
- Wolfsburg/Deutschland: Medien berichten, dass der niedersächsische SPD-Landtagsabgeordnete und Wolfsburger Bürgermeister Ingolf Viereck Gehaltszahlungen von der Volkswagen AG erhält, ohne dass er bei der Firma angestellt ist oder sonstige einsehbare Leistungen für diese erbringt. Die Zahlungen legte Viereck selbst offen.[12]

### Mittwoch, 29. Dezember 2004
- Berlin/Deutschland: Drei Tage vor Beginn der LKW-Maut in Deutschland werden rund 3.700 Kassenautomaten in Betrieb genommen.
- Frankfurt am Main/Deutschland: Der Euro erreicht gegenüber dem US-Dollar mit 1,3646 US-Dollar ein bisheriges Allzeithoch.

### Donnerstag, 30. Dezember 2004
- Buenos Aires/Argentinien: Bei einem Disco-Brand in der argentinischen Hauptstadt sterben 169 Menschen, 375 werden verletzt. Auslöser des Brands waren Feuerwerkskörper, die innerhalb des Gebäudes gezündet wurden.
- Kiew/Ukraine: Das Oberste Gericht des Landes weist alle Klagen des unterlegenen Kandidaten Wiktor Janukowytsch im Zusammenhang mit der Wiederholung der Präsidentschaftswahl in der Ukraine ab.

### Freitag, 31. Dezember 2004

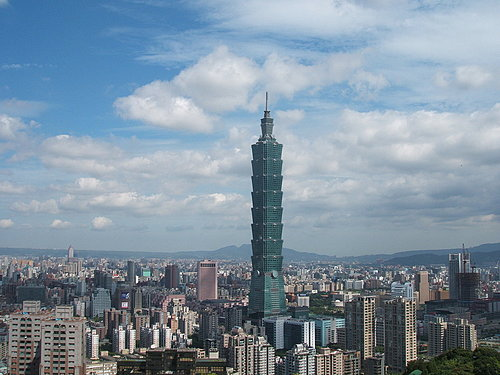
Taipei 101 in Taipeh

- Stockholm/Schweden: Der schwedischen Außenministerin Laila Freivalds werden schwere Vorwürfe im Zusammenhang mit der Reaktion des Ministeriums auf die Flutkatastrophe gemacht. Nachdem sie am Sonntag von der Katastrophe unterrichtet wurde, ging sie ins Theater und kümmerte sich erst am Montagmorgen um die Angelegenheit.
- Südostasien: Die Zahl der bekannten Todesopfer des Tsunami vom 26. Dezember im Indik steigt auf über 120.000. Es wird damit gerechnet, dass viele weitere Tote gefunden werden. Erste Meldungen über angeblich unter den Überlebenden ausgebrochene Seuchen bestätigen sich nicht.
- Taipeh/Taiwan: In der taiwanischen Hauptstadt wird das höchste Gebäude der Welt, das Taipei 101, eingeweiht. Es misst 508 m und hat 101 Stockwerke.

## Weblinks

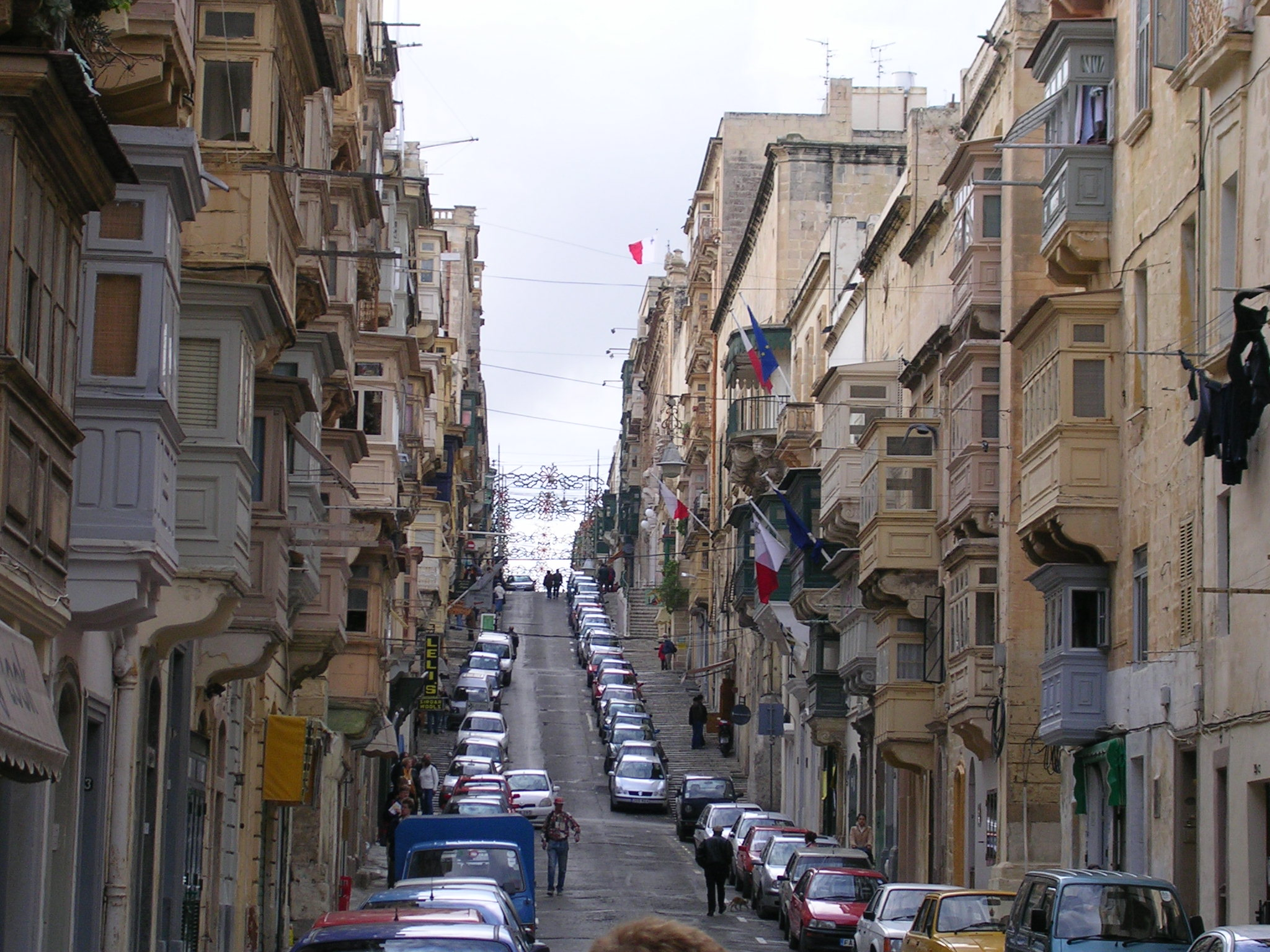
Valletta im Dezember 2004